# خورخي جيوردانو
خورخي جيوردانو (بالإسبانية: Jorge Giordano) هو مدرب كرة قدم ولاعب كرة قدم أوروغواياني، ولد في 27 فبراير 1965 في فلوريدا، أوروغواي ‏ في الأوروغواي. لعب مع جوفينتود.

## وصلات خارجية
- خورخي جيوردانو على موقع قاعدة بيانات كرة القدم.إي يو (الإنجليزية)
- خورخي جيوردانو على موقع Soccerway.com (الإنجليزية)
- خورخي جيوردانو على موقع عالم كرة القدم.نت (الإنجليزية)